# Zuclo
Zuclo is een gemeente in de Italiaanse provincie Trente (regio Trentino-Zuid-Tirol) en telt 344 inwoners (31-12-2004). De oppervlakte bedraagt 10,3 km², de bevolkingsdichtheid is 33 inwoners per km².

## Demografie
Zuclo telt ongeveer 147 huishoudens. Het aantal inwoners daalde in de periode 1991-2001 met 7,7% volgens cijfers uit de tienjaarlijkse volkstellingen van ISTAT.
| Jaar | Inwoneraantal |
| ---- | ------------- |
| 1991 | 379           |
| 2001 | 350           |

## Geografie
Zuclo grenst aan de volgende gemeenten: Preore, Tione di Trento, Bleggio Superiore, Bondo, Bolbeno, Concei.
Ala · Albiano · Aldeno · Amblar · Andalo · Arco · Avio · Baselga di Piné · Bedollo · Bersone · Besenello · Bezzecca · Bieno · Bleggio Superiore · Bocenago · Bolbeno · Bondo · Bondone · Borgo d’Anaunia · Borgo Valsugana · Bosentino · Breguzzo · Brentonico · Bresimo · Brione · Caderzone Terme · Calceranica al Lago · Caldes · Caldonazzo · Calliano · Campitello di Fassa · Campodenno · Canal San Bovo · Canazei · Capriana · Carano · Carisolo · Carzano · Castel Condino · Castello Tesino · Castello-Molina di Fiemme · Castelnuovo · Cavalese · Cavareno · Cavedago · Cavedine · Cavizzana · Cembra · Centa San Nicolò · Cimego · Cimone · Cinte Tesino · Cis · Civezzano · Cles · Comano Terme · Commezzadura · Concei · Condino · Coredo · Croviana · Cunevo · Daiano · Dambel · Daone · Darè · Denno · Dimaro Folgarida · Don · Dorsino · Drena · Dro · Faedo · Fai della Paganella · Faver · Fiavè · Fiera di Primiero · Fierozzo · Flavon · Folgaria · Fornace · Frassilongo · Garniga Terme · Giovo · Giustino · Grauno · Grigno · Grumes · Imer · Isera · Ivano-Fracena · Lardaro · Lavarone · Lavis · Levico Terme · Lisignago · Livo · Lona-Lases · Luserna · Madruzzo · Malè · Massimeno · Mazzin · Mezzana · Mezzano · Mezzocorona · Mezzolombardo · Moena · Molina di Ledro · Molveno · Montagne · Mori · Nago-Torbole · Nanno · Nave San Rocco · Nogaredo · Nomi · Novaledo · Novella · Ospedaletto · Ossana · Padergnone · Palù del Fersina · Panchià · Peio · Pellizzano · Pelugo · Pergine Valsugana · Pieve Tesino · Pieve di Bono · Pieve di Ledro · Pinzolo · Pomarolo · Praso · Predazzo · Preore · Prezzo · Rabbi · Ragoli · Riva del Garda · Romeno · Roncegno · Ronchi Valsugana · Roncone · Ronzo-Chienis · Ronzone · Rovereto · Roverè della Luna · Ruffrè · Rumo · Sagron Mis · Samone · San Lorenzo in Banale · San Michele all'Adige · San Giovanni di Fassa · Sant'Orsola Terme · Sanzeno · Sarnonico · Scurelle · Segonzano · Sfruz · Siror · Smarano · Soraga di Fassa · Sover · Spera · Spiazzo · Spormaggiore · Sporminore · Stenico · Storo · Strembo · Strigno · Taio · Tassullo · Telve · Telve di Sopra · Tenna · Tenno · Terlago · Terragnolo · Terres · Terzolas · Tesero · Tiarno di Sopra · Tiarno di Sotto · Tione di Trento · Ton · Tonadico · Torcegno · Trambileno · Transacqua · Trente · Tres · Tuenno · Valda · Valfloriana · Vallarsa · Varena · Vattaro · Vermiglio · Vervò · Vezzano · Vignola-Falesina · Vigo Rendena · Vigolo Vattaro · Villa Agnedo · Villa Lagarina · Villa Rendena · Volano · Zambana · Ziano di Fiemme · Zuclo